# OntoWiki
OntoWiki — свободная семантическая вики, призванная служить как редактор онтологий и система управления знаниями. Это веб-приложения, написанное на PHP и использующее базу данных MySQL или en:Virtuoso Universal Server. В отличие от многих семантических вики, OntoWiki ориентировано на использование форм, а не синтаксических запросов, и этим пытается скрыть сложность формализма представления знаний от пользователей насколько это возможно. OntoWiki начали разрабатывать Agile Knowledge Engineering and Semantic Web (AKSW) research group в Лейпцигском университете в сотрудничестве с волонтёрами по всему миру.
В 2009 году AKSW получила 425,000€ от федерального министерства образования и научных исследований Германии на разработку OntoWiki.
В 2010 году OntoWiki стала частью стека технологий, поддерживаемых проектом LOD2 (Linked Open Data). Лейпцигский университет — один из членов консоциума проекта, который получил грант на €6.5m.